# Fermesadou-Pombo
Fermesadou-Pombo es una localidad de la prefectura de Kissidougou en la región de Faranah, Guinea, con una población censada en marzo de 2014 de 19 550 habitantes.
Se encuentra ubicada en el centro-sur del país, cerca de la frontera con Sierra Leona y de la capital nacional, Conakri.